# ISO 3166-2:CH
ISO 3166-2:CH è uno standard ISO che definisce i codici geografici della Svizzera ed è un sottogruppo del codice ISO 3166-2.
Tali codici sono stati assegnati ai 26 cantoni e sono formati dalla sigla CH-, seguita da due lettere.

## Lista dei codici
| Codice | Cantone            |
| ------ | ------------------ |
| CH-AG  | Argovia            |
| CH-AR  | Appenzello Esterno |
| CH-AI  | Appenzello Interno |
| CH-BL  | Basilea Campagna   |
| CH-BS  | Basilea Città      |
| CH-BE  | Berna              |
| CH-FR  | Friburgo           |
| CH-GE  | Ginevra            |
| CH-GL  | Glarona            |
| CH-GR  | Grigioni           |
| CH-JU  | Giura              |
| CH-LU  | Lucerna            |
| CH-NE  | Neuchâtel          |
| CH-NW  | Nidvaldo           |
| CH-OW  | Obvaldo            |
| CH-SG  | San Gallo          |
| CH-SH  | Sciaffusa          |
| CH-SZ  | Svitto             |
| CH-SO  | Soletta            |
| CH-TG  | Turgovia           |
| CH-TI  | Ticino             |
| CH-UR  | Uri                |
| CH-VS  | Vallese            |
| CH-VD  | Vaud               |
| CH-ZG  | Zugo               |
| CH-ZH  | Zurigo             |